# Zgornji Duplek
Zgornji Duplek este o localitate din comuna Duplek, Slovenia, cu o populație de 1.532 de locuitori.